# Гайгеров брояч
Гайгеровият брояч (нарича се още Гайгер-Мюлеров брояч или ГМ-брояч) е уред за откриване и измерване на радиация. Ханс Вилхелм Гайгер и работещия под негово ръководство Валтер Мюлер изобретяват брояча през 1928 г.
През 1908 г. Гайгер представя първия успешен детектор на отделни алфа частици. По-късните версии на този брояч са в състояние да броят бета частици и други йонизиращи лъчения. Въвеждането през юли 1928 г. на брояча на Гайгер-Мюлер бележи въвеждането на съвременни електрически устройства в изследванията на радиацията.
Уредът открива алфа-частици, бета-частици и гама-лъчи (но не и неутрони), като използва йонизиращия ефект, произведен в тръбата.
Гайгер-Мюлеровите броячи се различават от йонизационните камери само по режима си на работа и конструкцията си.

## Гайгер-Мюлерова тръба
Детекторът му се нарича Гайгер-Мюлерова тръба. Представлява тънък метален цилиндър (газоразрядна лампа), който е катод и обгражда централен анод. В предния край има прозорец, направен от тънък листа слюда, през който в тръбата могат да попаднат заредени частици. Тръбата е пълна с комбинация от неон, аргон и халогенни газове с ниско налягане (значително по-ниско от атмосферното). Към анода през токоограничаващ резистор 10 MΩ се прилага потенциал от 500 V. Катодът е заземен през резистор 100 kΩ.
В нормално състояние тръбата има много високо съпротивление. Когато една частица премине през тръбата, тя йонизира газовите молекули по пътя си. В тръбата електроните, които са освободени от газовите атоми, се движат бързо към електродите. При това те йонизират други газови атоми. Това създава линеен разряд на електрически ток през тръбата. Електроните се привличат от анода, а положителните йони от катода, благодарение на което през съпротивлението R минава някакъв заряд Q – протича краткотраен ток (или токов импулс) I. При прилагане на напрежение U електроните в близост до анода придобиват такава енергия, че да могат да йонизират ударно – възниква електронна и йонна лавина. Моментния импулс на тока се появява като малък импулс на напрежение през R2.
Чрез електронен усилвател сигналът се усилва и се изобразява като измерима величина или като звук – едно цъкване (щракване) за всяка частица. Всеки изходен импулс от тръбата е броене. Броят в секунда дават приблизително силата на радиационното поле. ГМ тръбата се калибрира с помощта на цезий-137. Съществува добре установена връзка между броя на излъчените частици (измерен в „броя“ в секунда) и дозата на радиация (измерена в милиради на час).
Халогенния газ потушава йонизацията и връща ГМ-тръбата в нейното състояние с високо съпротивление, което я прави готова да открие друга частица. На Гайгер-Мюлеровата тръба ѝ е необходимо някакво време след отчитане на частица, за да премине пак в непроводимо състояние. Затова Гайгеровият брояч не може да работи при силна радиация – просто датчикът провежда ток непрекъснато.

## Принципно действие на йонизационни камери
Газовата смес е изолатор понеже носители на електрическия ток в газовете са йоните и свободните електрони, възникващи в газа само под действието на външно електрическо напрежение. Йонизационната камера представлява устройство от два изолирани един от друг електрода, към който е приложено постоянно напрежение. Пространството между пластинките се нарича работен обем на камерата и се запълва с някакъв газ. Когато премине радиоактивно излъчване в камерата се образуват йони. Когато няма напрежение йоните, молекулите на газа и неутралните атоми ще се движат хаотично. Ако се приложи напрежение, йоните започват да се движат насочено: положителните йони под действието на електрическото поле ще се приближават към отрицателния електрод – катода, а отрицателните – към положително заредения електрод – анода. Колкото по-голямо е напрежението и колкото по-малко е разстоянието между пластинките, толкова по-голяма е скоростта на йоните.
Насоченото движение на заредените частици поражда йонизационен ток във веригата на камерата. Силата на този ток е сумарния електрически заряд, пренесен от йоните към електрода за една секунда. Колкото повече йони се съберат на електродите, толкова по-голяма е силата на тока. Токът може да бъде измерен с всякакъв електроизмервателен уред. Заедно с йонизацията се извършва и процес – рекомбинация, т. е. йоните с противоположен знак образуват неутрален атом или молекула. При рекомбинация не всички йони и електрони, образувани от радиоактивното излъчване, могат да попаднат на електродите. Особено усилен процес на рекомбинация се получава при ниските напрежения. В този случай по-голямата част от йоните се рекомбинира и само незначителна част попада на електродите. Увеличавайки напрежението скоростта на йоните и електроните се увеличава, следователно намалява вероятността за рекомбинацията им. Намалявайки броя на рекомбиниращите се йони нараства броят на йоните, които попадат на електродите, като така йонизационният ток се повишава. Токът, при който всички йони, образуващи се в камерата в резултат на въздействието на йонизиращото излъчване, се събират на електродите, се нарича ток на насищане.

## Принцип на действие на газовите броячи
Броячно-йонизационната камера може да бъде използвана за регистриране на отделни частици от излъчването, тъй като всяка частица която произвежда йони, предизвиква импулс в електрическата верига на тока. Обаче в йонизационните камери силата на токовите импулси, които се създават, е много малка и за нейното измерване са необходими сложни усилватели. Затова йонизационните камери намират приложение за измерване на сумарния йонизационен ефект.
За регистриране на отделни частици, както и за измерване на малки дози гама-излъчвания, се използват газовите броячи. Устройството на броячите принципно с нищо не се различава от устройството на йонизационната камера.
Когато към електродите на йонизационната камера се приложи напрежение от няколко хиляди волта, тя може да се превърне в газов брояч. С увеличаване на напрежението расте скоростта на електроните, движещи се към положителния електрод. Скоростта на електроните може да се увеличи дотолкова, че когато срещнат неутрални атоми и молекули, електроните да ги йонизират. Това явление се нарича ударна йонизация. В резултат един първоначален електрон след сблъскване с неутрален атом създава още два йона. Тези йони на свой ред създават нови йони и т. н. След десетото сблъскване от всеки начален електрон възникват вече хиляда йона. Броят на йоните расте като снежна топка, която се търкаля по стръмен склон. По такъв начин малкият брой първични йони, създадени от йонизиращата частица, се умножават милиони пъти, което довежда до рязко нарастване на тока в сравнение с този, създаден от същата йонизираща частица в йонизационните камери.
Обикновено цилиндърът се напълва с инертни газове (аргон, неон или тяхна), в които отрицателни йони са електроните. Тези газове се избират, защото електроните, които са малка маса са по-подвижни от йоните и на тях лесно може да се придадат големи скорости, при които започва ударна йонизация. Използването за анод на тънка металическа жичка с радиус десети части от милиметъра позволява значително да се намали величината на напрежението, при което започва ударната йонизация. Ако за плоските електроди величината на това напрежение е равна, на няколко хиляди волта, за цилиндричните електроди тя е равна на няколко стотин волта – затова газовите броячи винаги се правят цилиндрични.
При отсъствие на радиоактивно излъчване газът, който запълва цилиндъра, се състои от неутрални атоми и не провежда електрическия ток. Когато вътре в цилиндъра е проникнала йонизираща частица, която по своя път е създала макар и една двойка йони, под действието на силите на електрическото поле положителният йон се устремява към катода, а електронът – към жичката (анода). Силата, действаща на електрона, нараства според степента на неговото приближаване към жичката, затова електронът бързо увеличава скоростта си до величина, при която той започва да йонизира с удар срещнатите по пътя си неутрални атоми и молекули на газа. В резултат на това около жичката се създава цяла лавина от електрони и положителни йони. За време, равно приблизително на една милионна част от секундата, всички електрони се събират на жичката. Относително тежките, малко подвижни положителни йони за същото време не се задвижват. В следващия стадий на електрическото разреждане йоните се движат към катода, което продължава приблизително в течение на една десетохилядна част от секундата. Йоните, приближили се към катода, откъсват от неговите стени електрони и се неутрализират, т. е. превръщат се в неутрални атоми и молекули на газа.
Движението на йоните и електроните предизвиква токов импулс в електрическата верига на брояча. Във веригата на анода се включва съпротивление; токът, преминавайки по това съпротивление, създава импулс на напрежението. По такъв начин частицата, преминала през брояча, се регистрира от него във вид на импулс на напрежението. След усилването импулсът на напрежението се подава към регистриращия прибор, който автоматически брои импулсите и частиците.
Дотогава, докато положителните йони не се отдалечат на достатъчно голямо разстояние от анода, възникването в брояча на следваща лавина йони е невъзможно, тъй като положително зареденият „калъф“ от йони рязко намалява напрежението на електрическото поле около жичката. Затова, докато йоните се намират близко до анода, броячът остава „равнодушен“ към всяка нова частица.
Времето за събиране на положителните йони на катода на брояча е прието да се нарича мъртво време. Мъртвото време на газовите броячи е сравнително голямо – 0,0001 s, което е техен съществен недостатък, тъй като при интензивен поток от частици много от тях няма да бъде регистрирани.
Както вече се отбеляза, положителните йони около катода се превръщат в неутрални атоми или молекули, присъединявайки към себе си електрони, които те откъсват от стените на катода. Молекулите на газа, които са присъединили към себе си електрони, идвайки от въздушно в нормално състояние, изпускат кванти от ултравиолетовото излъчване. Под действието на тези кванти от катода може да бъде откъснат електрон, който да бъде причина за нова електронна лавина, тъй като броячът е подготвен за следващото разреждане (положителните Йони се събират на катода). По такъв начин в газовия брояч съществуват условия за възникване на цяла серия разреждания, следващи след първоначалното, ако не бъдат взети специални мерки за гасене на разреждането. В зависимост от начина за гасене на разреждането броячите се делят на самогасящи се и несамогасящи се.

## Работа на ГМ-брояч[5]
Работата му като детектор на частици се характеризира с максимална скорост на броене, което е най-големият брой импулси, които броячът може да регистрира за единица време и мъртво време, което се определя от интервала между момента, в който детекторът започва да регистрира една частица, и момента, в който той може да отговори с импулс на попаднала в него нова частица.

### Мъртво време
Мъртвото време зависи от максималната скорост на броене:
{\displaystyle n_{\max }\approx \left({\frac {1}{\tau }}\right)}
Заради това мъртво време не всички частици се регистрират и резултатът от измерването трябва да се коригира.
{\displaystyle N=\left({\frac {N_{p}}{1-\left[{\frac {\tau }{t}}\right]N_{p}}}\right)}, където N e броят на частиците, попаднали в брояча за време t; Np е броят на регистрираните за същото време частици при малка скорост на броене
За да се пресметне истинският брой на попадналите в брояча частици, е необходимо да се определи „мъртвото време“ на брояча.
{\displaystyle n=\left[{\frac {n_{p}}{1-\tau n_{p}}}\right]}

### Праг на напрежение/Работно напрежение
Важно е да се знае напрежението, при което трябва да се работи, така че броячът да не се повреди. То се намира чрез неговата импулсна характеристика, която се намира от зависимостта на скоростта на броене към импулсите от напрежението при постоянен интензитет.

### ГМ-област
Когато напрежението достигне стойност, съответстваща на т.нар. ГМ-област, амплитудите на всички импулси, дължащи се на попадане на заредена частица в обема на брояча, стават приблизително еднакви, като стойностите им вече са над прага на регистрация.

### Коронен режим
Над ГМ-областта скоростта на броене нараства силно за сметка на „лъжливи вторични импулси“ при т. нар. коронен заряд, който скъсява рязко живота на брояча и за това работата в такъв режим е редно да се избягва.

## Предимства
Може да брои алфа, бета, гама частици, както и космически лъчи. Има висока чувствителност. Захранването не е необходимо да се регулира прецизно, тъй като височината на импулса е постоянна в голям диапазон. Поради факта, че изходният импулс е много висок, необходимото усилване също е много фино.
Високо усилване – тези лавини произвеждат силен сигнал (коефициентът на усилване може да достигне около 10 милиарда) с форма и височина независимо от първичната йонизация и енергията на открития фотон. Импулсът на напрежението в този случай би бил голям и лесно откриваем ≈ 1,6 V. Техническото предимство на брояча на Гайгер е неговата простота на конструкция и неговата нечувствителност към малки колебания на напрежението. Тъй като процесът на усилване на заряда значително подобрява съотношението сигнал/шум на детектора, последващото електронно усилване обикновено не се изисква. Простота – ГМ-броячите се използват главно за преносими уреди поради своята чувствителност, проста схема и способност за откриване на радиация с ниско ниво. ГМ-детекторите обикновено са по-чувствителни към ниска енергия и нисък интензитет. По-проста електроника – ГМ-детекторите могат да се използват с по-прости електронни пакети. Входната чувствителност на типичен ГМ-инструмент за изследване е 300 – 800 миливолта.

## Недостатъци
Може да открие алфа, бета и гама лъчение, но не може да ги различи. Поради това той се използва най-добре за демонстрации или за радиационни среди, където е необходима само груба оценка на количеството радиоактивност. Няма идентификация на частици и енергийна разделителна способност. Тъй като височината на импулса не зависи от вида и енергията на радиацията, различаването не е възможно. Няма никаква информация за естеството на йонизацията, която е причинила импулса. ГМ детекторите не могат да различат различни видове радиация (α, β, γ), нито различни енергии на излъчване. Това е така, защото размерът на лавината не зависи от първичната йонизация, която я е създала.
Енергия не може да бъде измерена с него, тъй като има липса на диференциращи способности. Не може да открие незаредени частици като неутроните.
Той е по-малко ефективен поради големите времеви граници на парализа и голямото мъртво време. Поради голямата лавина, предизвикана от всяка йонизация, броячът на Гайгер отнема много време (около 1 ms), за да се възстанови между последователни импулси. Следователно броячите на Гайгер не могат да измерват високи скорости на радиация поради „мъртвото време“ на тръбата.
Загасителният агент, използван в този брояч, често се разлага, което води до по-кратък живот на ГМ-брояча.